# Паленсійська діоцезія
Паленсі́йська діоце́зія (лат. Dioecesis Palentinus; ісп. Diócesis de Palencia) — діоцезія римського обряду Католицької церкви в Іспанії, з центром у місті Більбао.  Входить до складу Бургоської церковної провінції. Суфраганна діоцезія Бургоської архідіоцезії. Заснована 433 року. Голова — єпископ Паленсійський. Центральний храм — Паленсійський собор.  Площа — 8,028 км². Населення — 177,128 ос.; з них католики — 174,471 ос. (98.5%). Чинний голова — Мануель Ерреро Фернандес, єпископ Паленсійський.

## Єпископи
- Мануель Ерреро Фернандес

## Статистика
Згідно з «Annuario Pontificio» і Catholic-Hierarchy.org:
| Рік  | Населення | Населення | Населення | Священики | Священики | Священики | Священики           | Диякони | Ченці    | Ченці | Парафії |
| Рік  | католики  | загалом   | %         | загалом   | секулярні | ченці     | вірних на священика | Диякони | чоловіки | жінки | Парафії |
| ---- | --------- | --------- | --------- | --------- | --------- | --------- | ------------------- | ------- | -------- | ----- | ------- |
| 1950 | 260.000   | 260.000   | 100,0     | 449       | 430       | 19        | 579                 |         | 334      | 870   | 350     |
| 1969 | 240.908   | 241.033   | 99,9      | 537       | 385       | 152       | 448                 |         | 272      | 1.108 | 253     |
| 1980 | 189.333   | 192.102   | 98,6      | 461       | 319       | 142       | 410                 |         | 323      | 1.003 | 468     |
| 1990 | 186.000   | 190.010   | 97,9      | 413       | 294       | 119       | 450                 |         | 279      | 992   | 468     |
| 1999 | 178.700   | 180.571   | 99,0      | 391       | 285       | 106       | 457                 |         | 190      | 769   | 455     |
| 2000 | 178.700   | 180.571   | 99,0      | 363       | 260       | 103       | 492                 |         | 295      | 765   | 455     |
| 2001 | 177.670   | 179.465   | 99,0      | 340       | 257       | 83        | 522                 |         | 291      | 736   | 455     |
| 2002 | 173.798   | 177.345   | 98,0      | 335       | 253       | 82        | 518                 |         | 157      | 534   | 455     |
| 2003 | 168.918   | 174.143   | 97,0      | 342       | 256       | 86        | 493                 |         | 193      | 512   | 455     |
| 2004 | 174.471   | 177.128   | 98,5      | 335       | 252       | 83        | 520                 | 1       | 180      | 509   | 455     |
| 2013 | 165.290   | 173.990   | 95,0      | 299       | 223       | 76        | 552                 | 1       | 152      | 643   | 456     |
| 2016 | 162.000   | 170.000   | 95,3      | 286       | 221       | 65        | 566                 | 1       | 165      | 580   | 456     |